# Nazionale femminile di calcio dell'Islanda
La nazionale femminile di calcio dell'Islanda è la rappresentativa calcistica femminile internazionale dell'Islanda, gestita dalla locale federazione calcistica (KSÍ).
In base alla classifica emessa dalla FIFA il 12 giugno 2025, la nazionale femminile occupa il 14º posto del FIFA/Coca-Cola Women's World Ranking.
Come membro dell'UEFA partecipa a vari tornei di calcio internazionali, come al campionato mondiale FIFA, campionato europeo UEFA, ai Giochi olimpici estivi e ai tornei ad invito come l'Algarve Cup o la SheBelieves Cup.

## Storia

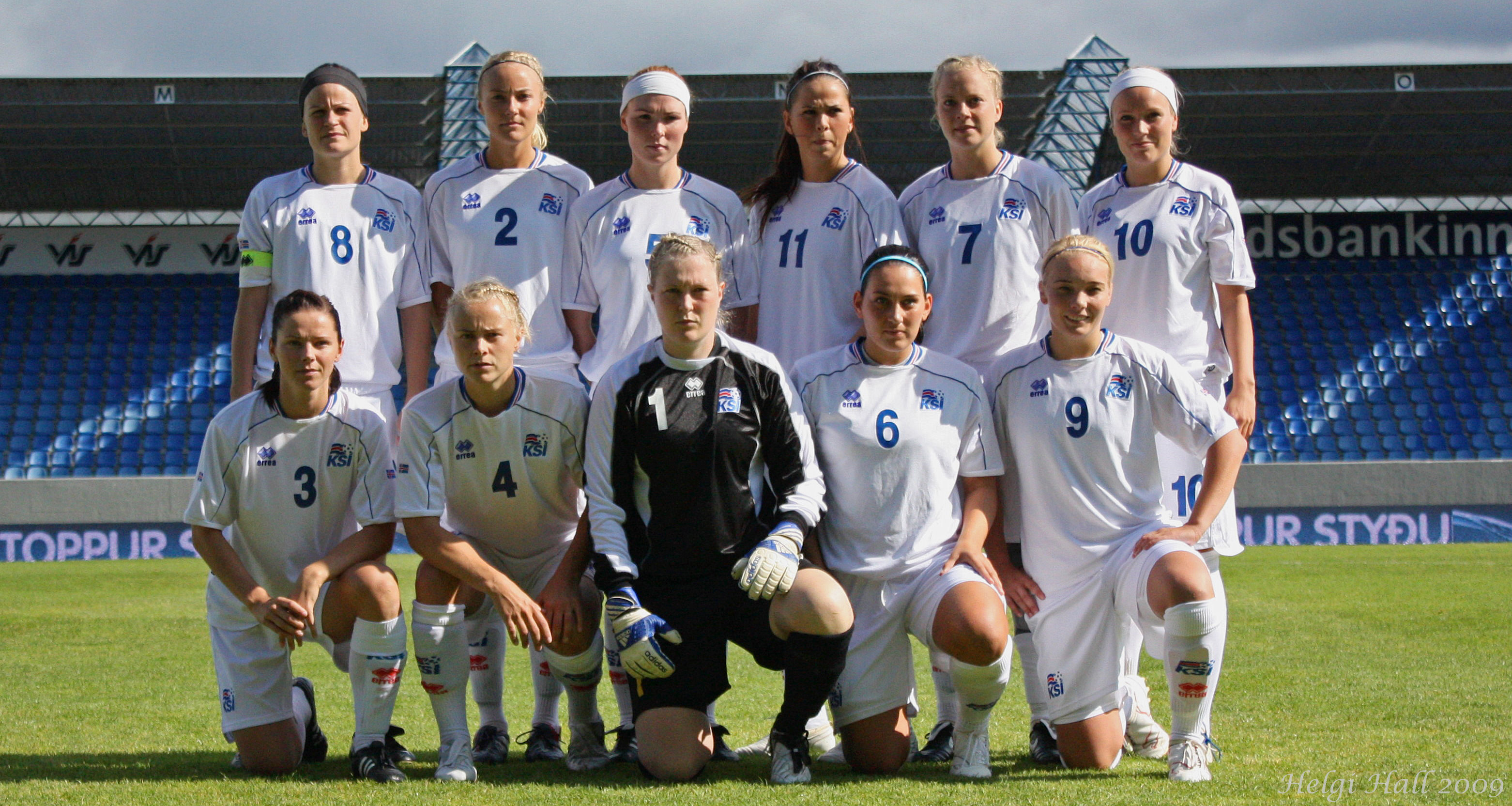
Formazione della nazionale islandese per la partita del 15 agosto 2009 contro la.

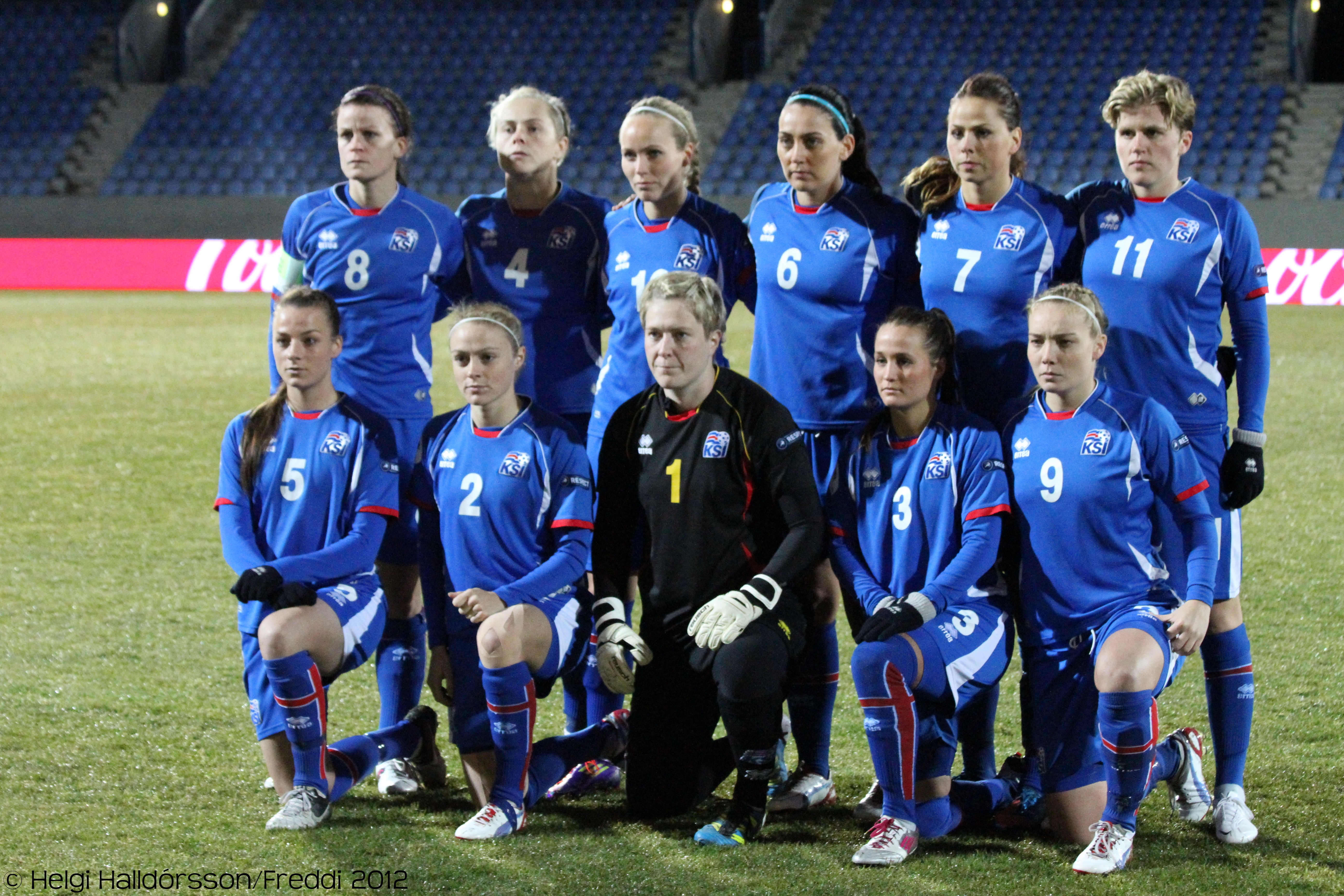
Formazione della nazionale islandese per la partita del 25 ottobre 2012 contro l'.

La nazionale islandese giocò la sua prima partita il 20 settembre 1981, perdendo 3-2 contro la Scozia a Kilmarnock: le prime due reti vennero messe a segno da Bryndís Einarsdóttir e da Ásta B. Gunnlaugsdóttir. Nel 1982 iniziarono le qualificazioni al campionato europeo 1984 e l'Islanda venne inserita nel girone con Norvegia, Svezia e Finlandia, concludendo all'ultimo posto con un solo punto, ottenuto all'esordio pareggiando con la Norvegia. La federazione islandese non iscrisse la nazionale femminile alle qualificazioni al campionato europeo 1987, giocando nel frattempo alcune partite amichevoli, mentre la nazionale rimase inattiva tra il 1987 e il 1992. Nel 1992 tornò a disputare le qualificazioni al campionato europeo, concludendo al secondo posto il girone con Inghilterra e Scozia. Alle qualificazioni al campionato europeo 1995 l'Islanda vinse il girone, vincendo tutte e quattro le partite contro Paesi Bassi e Grecia, accedendo ai quarti di finale per il passaggio alla fase finale. Ai quarti di finale arrivò una doppia sconfitta per 1-2 contro l'Inghilterra, che sancì l'eliminazione delle islandesi. Analogo epilogo ebbero le qualificazioni al campionato europeo 1997, con l'Islanda eliminata dalla Germania ai play-off di accesso alla fase finale.
Alle qualificazioni al campionato mondiale 2003 l'Islanda venne eliminata dall'Inghilterra nelle semifinali dei play-off per definire l'accesso della quinta squadra europea alla fase finale. Dopo un'altra eliminazione ai play-off alle qualificazioni al campionato europeo 2005, arrivò la prima qualificazione alla fase finale di un torneo internazionale quattro anni dopo, grazie alla vittoria dei play-off contro l'Irlanda. Con questo traguardo la nazionale femminile divenne la prima nazionale islandese di calcio a raggiungere la fase finale di una competizione continentale o mondiale. Alla fase finale del campionato europeo 2009, disputatosi in Finlandia, l'Islanda venne sorteggiata nel gruppo B con Germania, Francia e Norvegia. Dopo aver perso per 1-3 la partita d'esordio contro le francesi, con Hólmfríður Magnúsdóttir a segnare la prima rete, arrivarono due sconfitte, entrambe per 0-1, che sancirono l'eliminazione delle islandesi dal torneo.
La qualificazione al campionato europeo 2013 giunse dopo aver superato ai play-off l'Ucraina con una doppia vittoria per 3-2. Sorteggiata nel gruppo B con Norvegia. Germania e Paesi Bassi, si classificò al terzo posto grazie alla vittoria sulle olandesi e al pareggio all'esordio con le norvegesi, mentre contro le tedesche arrivò una sconfitta, accedendo così alla fase a eliminazione diretta come migliore terza classificata. Ai quarti di finale l'Islanda perse 4-0 contro le padrone di casa della Svezia, subendo le prime tre reti nei primi 20 minuti di gioco, venendo così eliminata dalla competizione.
Grazie alle sette vittorie in otto partite collezionate nel corso delle qualificazioni, le islandesi si classificarono al primo posto del gruppo 1 davanti alla Scozia e si qualificarono per la terza volta consecutiva alla fase finale del campionato europeo, svoltosi nei Paesi Bassi nel 2017. Diversamente dalla precedente edizione, L'Islanda non riuscì a superare la fase a gironi, perdendo tutte e tre le partite del gruppo C contro Francia, Svizzera e Austria, e segnando solo una rete contro le elvetiche. Nel corso delle qualificazioni al campionato mondiale 2019 arrivò la prima vittoria in trasferta contro la Germania e il secondo posto nel gruppo 5 alle spalle delle tedesche, che però non consentì alle islandesi di rientrare tra le quattro migliori seconde che accedevano ai play-off per un ulteriore posto alla fase finale.

## Partecipazione ai tornei internazionali
Legenda: Grassetto: Risultato migliore, Corsivo: Mancate partecipazioni

## Selezionatori
Lista dei selezionatori della nazionale di calcio femminile dell'Islanda. Statistiche estratte dalla lista delle partite disputate dalla nazionale. Aggiornata al 3 giugno 2025.
| Nome                       | Anni      | Incontri | Vittorie | Pareggi | Sconfitte |
| -------------------------- | --------- | -------- | -------- | ------- | --------- |
| Sigurður Hannesson         | 1981-1984 | 7        | 0        | 1       | 6         |
| Sigurbergur Sigsteinsson   | 1985-1986 | 8        | 4        | 1       | 3         |
| Aðalsteinn Örnólfsson      | 1987      | 2        | 0        | 0       | 2         |
| Steinn Mar Helgason        | 1992      | 4        | 1        | 1       | 2         |
| Logi Ólafsson              | 1993-1994 | 8        | 6        | 0       | 2         |
| Kristinn Björnsson         | 1995-1996 | 16       | 3        | 2       | 11        |
| Vanda Sigurgeirsdóttir     | 1997-1998 | 12       | 1        | 3       | 8         |
| Þórður Georg Lárusson      | 1999      | 3        | 0        | 2       | 1         |
| Logi Ólafsson              | 2000      | 7        | 1        | 2       | 4         |
| Jörundur Áki Sveinsson     | 2001-2003 | 10       | 1        | 4       | 5         |
| Helena Ólafsdóttir         | 2003-2004 | 14       | 5        | 1       | 8         |
| Jörundur Áki Sveinsson     | 2005-2006 | 12       | 4        | 1       | 7         |
| Sigurður Ragnar Eyjólfsson | 2007-2013 | 71       | 34       | 7       | 30        |
| Freyr Alexandersson        | 2013-2018 | 35       | 19       | 6       | 10        |
| Jón Þór Hauksson           | 2018-2020 | 20       | 12       | 4       | 4         |
| Þorsteinn Halldórsson      | 2021-     | 59       | 30       | 13      | 16        |

## Tutte le rose

### Europei femminili
Campionato d'Europa UEFA 20091 Helgadóttir, 2 G.S. Gunnarsdóttir, 3 Ó. Viðarsdóttir, 4 Garðarsdóttir, 5 A. Árnadóttir, 6 Magnúsdóttir, 7 Stefánsdóttir, 8 Jónsdóttir, 9 M. Viðarsdóttir, 10 Lárusdóttir, 11 S. Gunnarsdóttir, 12 Óðinsdóttir, 13 G. Gunnarsdóttir, 14 E. Sigurðardóttir, 15 Ómarsdóttir, 16 Logadóttir, 17 E. Arnardóttir, 18 Hönnudóttir, 19 Atladóttir, 20 Friðriksdóttir, 21 Bjarnadóttir, 22 S. Sigurðardóttir, CT: Eyjólfsson
Campionato d'Europa UEFA 20131 Helgadóttir, 2 Atladóttir, 3 Ó. Viðarsdóttir, 4 Viggósdóttir, 5 Gísladóttir, 6 Magnúsdóttir, 7 S. B. Gunnarsdóttir, 8 K. Jónsdóttir, 9 M. Viðarsdóttir, 10 Lárusdóttir, 11 Ómarsdóttir, 12 Sigurðardóttir, 13 G. Gunnarsdóttir, 14 Brynjarsdóttir, 15 Kristjánsdóttir, 16 Þorsteinsdóttir, 17 E. Viðarsdóttir, 18 Óðinsdóttir, 19 Friðriksdóttir, 20 Þ. Jónsdóttir, 21 S. A. Gunnarsdóttir, 22 Hönnudóttir, 23 Jensen, CT: Eyjólfsson
Campionato d'Europa UEFA 20171 G. Gunnarsdóttir, 2 Atladóttir, 3 I. Sigurðardóttir, 4 Viggósdóttir, 5 Jónsdóttir, 6 Magnúsdóttir, 7 S.B. Gunnarsdóttir, 8 Garðarsdóttir, 9 Ásbjörnsdóttir, 10 Brynjarsdóttir, 11 Gísladóttir, 12 S. Sigurðardóttir, 13 Þráinsdóttir, 14 M.E. Sigurðardóttir, 15 Jensen, 16 Þorsteinsdóttir, 17 Albertsdóttir, 18 Jessen, 19 Kristjansdóttir, 20 Þorvaldsdóttir, 21 Ásgrímsdóttir, 22 Hönnudóttir, 23 Friðriksdóttir, CT: Alexandersson
Campionato d'Europa UEFA 20221 S. Sigurðardóttir, 2 Atladóttir, 3 Viðarsdóttir, 4 Viggósdóttir, 5 G.Y. Jónsdóttir, 6 I. Sigurðardóttir, 7 Gunnarsdóttir, 8 Vilhjálmsdóttir, 9 Þorvaldsdóttir, 10 Brynjarsdóttir, 11 Gísladóttir, 12 Ívarsdóttir, 13 Rúnarsdóttir, 14 Magnúsdóttir, 15 Jóhannsdóttir, 16 Jensen, 17 Albertsdóttir, 18 Arnardóttir, 19 Gunnlaugsdóttir, 20 Árnadóttir, 21 Guðmundsdóttir, 22 Andradóttir, 23 S.J. Jónsdóttir, CT: Halldórsson
Campionato d'Europa UEFA 20251 Rúnarsdóttir, 2 Ágústsdóttir, 3 Jessen, 4 Viggósdóttir, 5 Heiðarsdóttir, 6 Sigurðardóttir, 7 Vilhjálmsdóttir, 8 Jóhannsdóttir, 9 Zomers, 10 Brynjarsdóttir, 11 Anasi, 12 Ívarsdóttir, 13 Birkisdóttir, 14 Eiríksdóttir, 15 Tryggvadóttir, 16 Antonsdóttir, 17 Albertsdóttir, 18 Arnardóttir, 19 Gunnlaugsdóttir, 20 Árnadóttir, 21 Halldórsdóttir, 22 Andradóttir, 23 Jónsdóttir, CT: Halldórsson

## Rosa
Lista delle 23 giocatrici convocate dal selezionatore Þorsteinn Halldórsson per il campionato europeo 2025. Presenze e reti al momento delle convocazioni.
|  | P | Cecilía Rán Rúnarsdóttir     | 26 luglio 2003 (21 anni)    | 19  | 0  | Inter             |  |  |
|  | P | Fanney Inga Birkisdóttir     | 17 marzo 2005 (20 anni)     | 8   | 0  | Häcken            |  |  |
|  | P | Telma Ívarsdóttir            | 30 marzo 1999 (26 anni)     | 12  | 0  | Breiðablik        |  |  |
|  |   |                              |                             |     |    |                   |  |  |
|  | D | Guðný Árnadóttir             | 4 agosto 2000 (24 anni)     | 40  | 0  | Kristianstads DFF |  |  |
|  | D | Ingibjörg Sigurðardóttir     | 7 ottobre 1997 (27 anni)    | 74  | 2  | Brøndby           |  |  |
|  | D | Glódís Perla Viggósdóttir    | 27 giugno 1995 (30 anni)    | 136 | 11 | Bayern Monaco     |  |  |
|  | D | Guðrún Arnardóttir           | 29 luglio 1995 (29 anni)    | 51  | 1  | Rosengård         |  |  |
|  | D | Natasha Moraa Anasi          | 2 ottobre 1991 (33 anni)    | 9   | 1  | Valur             |  |  |
|  | D | Sædís Rún Heiðarsdóttir      | 16 settembre 2004 (20 anni) | 18  | 0  | Vålerenga         |  |  |
|  | D | Áslaug Munda Gunnlaugsdóttir | 2 giugno 2001 (24 anni)     | 20  | 0  | Breiðablik        |  |  |
|  |   |                              |                             |     |    |                   |  |  |
|  | C | Alexandra Jóhannsdóttir      | 19 marzo 2000 (25 anni)     | 54  | 6  | Kristianstads DFF |  |  |
|  | C | Berglind Rós Ágústsdóttir    | 28 luglio 1995 (29 anni)    | 19  | 1  | Valur             |  |  |
|  | C | Katla Tryggvadóttir          | 5 maggio 2005 (20 anni)     | 6   | 0  | Kristianstads DFF |  |  |
|  | C | Karólína Lea Vilhjálmsdóttir | 8 agosto 2001 (23 anni)     | 53  | 14 | Bayer Leverkusen  |  |  |
|  | C | Dagný Brynjarsdóttir         | 10 agosto 1991 (33 anni)    | 118 | 38 | West Ham          |  |  |
|  | C | Hildur Antonsdóttir          | 18 settembre 1995 (29 anni) | 26  | 2  | Madrid CFF        |  |  |
|  | C | Sandra María Jessen          | 18 gennaio 1995 (30 anni)   | 53  | 6  | Þór/KA            |  |  |
|  |   |                              |                             |     |    |                   |  |  |
|  | A | Hafrún Rakel Halldórsdóttir  | 1º ottobre 2002 (22 anni)   | 16  | 1  | Brøndby           |  |  |
|  | A | Diljá Ýr Zomers              | 11 novembre 2001 (23 anni)  | 19  | 2  | OH Lovanio        |  |  |
|  | A | Sveindís Jane Jónsdóttir     | 5 giugno 2001 (24 anni)     | 50  | 13 | Angel City        |  |  |
|  | A | Hlín Eiríksdóttir            | 12 giugno 2000 (25 anni)    | 49  | 6  | Leicester City    |  |  |
|  | A | Amanda Jacobsen Andradóttir  | 8 dicembre 2003 (21 anni)   | 23  | 2  | Twente            |  |  |
|  | A | Agla María Albertsdóttir     | 5 agosto 1999 (25 anni)     | 60  | 4  | Breiðablik        |  |  |

## Record individuali
Dati aggiornati al 3 giugno 2025; in grassetto le calciatrici ancora in attività.

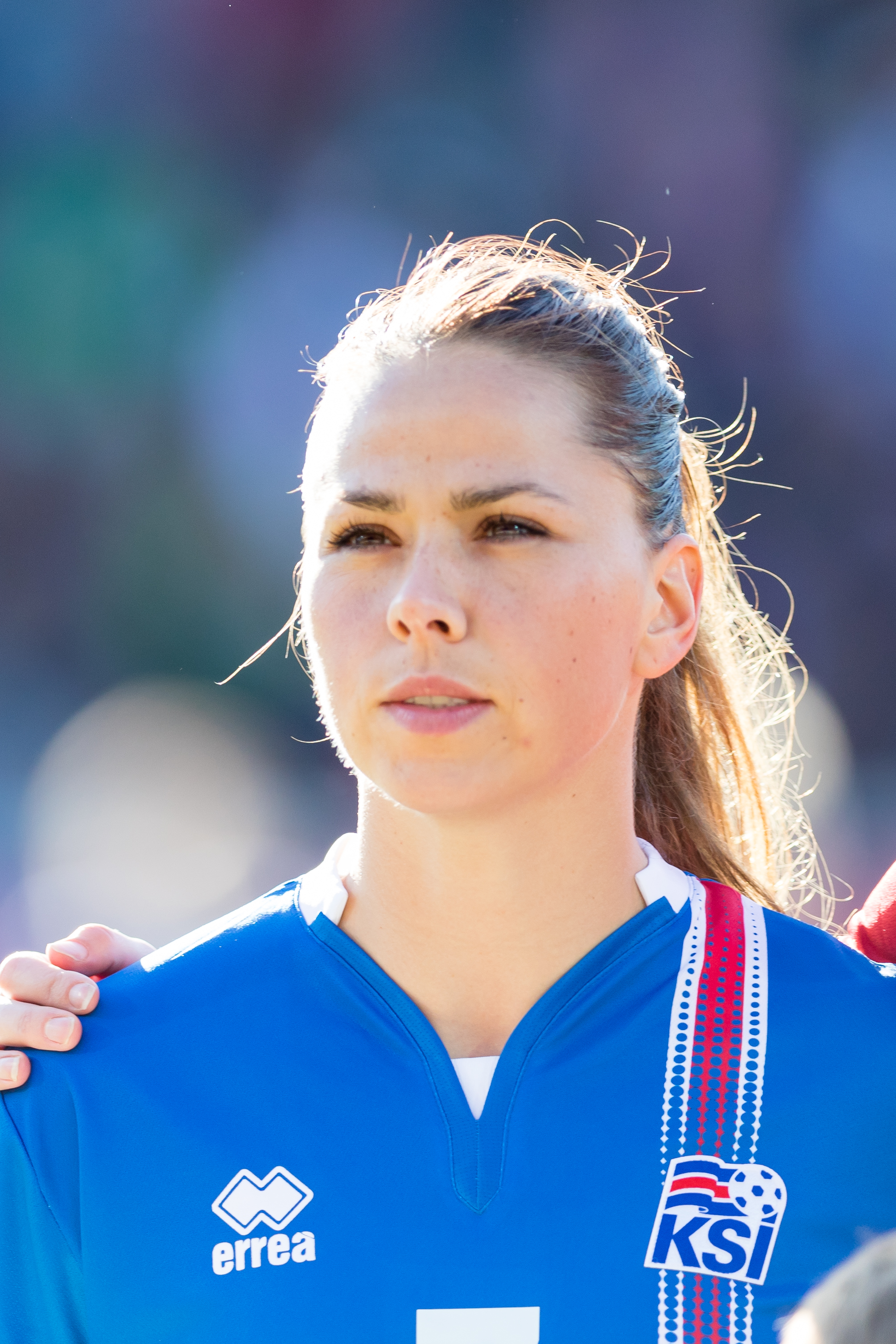
Sara Björk Gunnarsdóttir, primatista di presenze con la nazionale islandese.

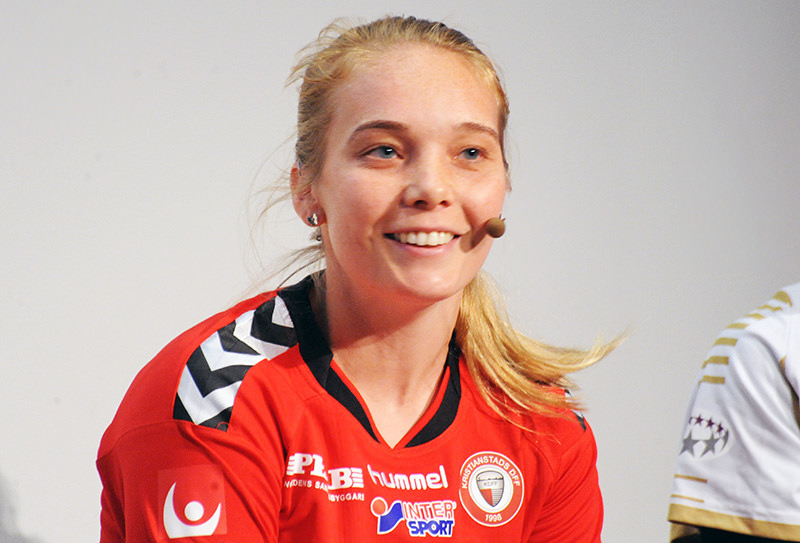
Margrét Lára Viðarsdóttir, primatista di reti con la nazionale islandese.

| #  | Giocatore                  | Periodo   | Pres. | Reti |
| -- | -------------------------- | --------- | ----- | ---- |
| 1  | Sara Björk Gunnarsdóttir   | 2007-2022 | 145   | 24   |
| 2  | Glódís Perla Viggósdóttir  | 2012-     | 136   | 11   |
| 3  | Katrín Jónsdóttir          | 1994-2013 | 133   | 21   |
| 4  | Hallbera Guðný Gísladóttir | 2008-2022 | 131   | 3    |
| 5  | Margrét Lára Viðarsdóttir  | 2003-2019 | 124   | 79   |
| 6  | Dagný Brynjarsdóttir       | 2010-     | 118   | 38   |
| 7  | Dóra María Lárusdóttir     | 2003-2017 | 114   | 18   |
| 8  | Hólmfríður Magnúsdóttir    | 2003-2020 | 113   | 37   |
| 9  | Fanndís Friðriksdóttir     | 2009-     | 110   | 17   |
| 10 | Þóra Björg Helgadóttir     | 1998-2014 | 108   | 1    |

| #  | Giocatore                 | Periodo   | Reti | Pres. | Reti/pr. |
| -- | ------------------------- | --------- | ---- | ----- | -------- |
| 1  | Margrét Lára Viðarsdóttir | 2003-2019 | 79   | 124   | 0,64     |
| 2  | Dagný Brynjarsdóttir      | 2010-     | 38   | 118   | 0,32     |
| 3  | Hólmfríður Magnúsdóttir   | 2003-2020 | 37   | 113   | 0,33     |
| 4  | Sara Björk Gunnarsdóttir  | 2007-2022 | 24   | 145   | 0,17     |
| 5  | Ásthildur Helgadóttir     | 1993-2007 | 23   | 69    | 0,33     |
| 6  | Katrín Jónsdóttir         | 1994-2013 | 21   | 133   | 0,16     |
| 7  | Harpa Þorsteinsdóttir     | 2006-2018 | 19   | 67    | 0,28     |
| 8  | Dóra María Lárusdóttir    | 2003-2017 | 18   | 114   | 0,16     |
| 9  | Fanndís Friðriksdóttir    | 2009-     | 17   | 110   | 0,15     |
| 10 | Elín Metta Jensen         | 2012-     | 16   | 62    | 0,26     |